# Zentralamerika- und Karibikspiele 1966
Die 10. Zentralamerika- und Karibikspiele fanden vom 11. bis 25. Juni 1966 in der puerto-ricanischen Hauptstadt San Juan statt. Mexiko war die erfolgreichste Nation mit 38 Goldmedaillen vor Kuba, dessen Sportler 35 Mal Gold gewannen.

## Teilnehmende Nationen
18 Länder mit insgesamt 1689 Athleten nahmen an den Zentralamerika- und Karibikspielen teil. Die Amerikanischen Jungferninseln gaben ihr Debüt.
| - Amerikanische Jungferninseln - Bahamas - Barbados - Costa Rica - Dominikanische Republik - El Salvador | - Guatemala - Guyana - Jamaika - Kolumbien - Kuba - Mexiko | - Nicaragua - Niederländische Antillen - Panama - Puerto Rico - Trinidad und Tobago - Venezuela |

## Sportarten
Bei den Zentralamerika- und Karibikspielen waren 17 Sportarten im Programm. Judo war erstmals Teil des Programms.
| - Baseball - Basketball - Boxen - Fechten - Fußball - Gewichtheben | - Judo - Leichtathletik - Radsport - Ringen - Schießen - Schwimmen | - Segeln - Tennis - Volleyball - Wasserball - Wasserspringen |

Fett markierte Links führen zu den detaillierten Ergebnissen der Spiele

## Medaillenspiegel
| Platz | Land                         | Gold | Silber | Bronze | Gesamt |
| ----- | ---------------------------- | ---- | ------ | ------ | ------ |
| 01    | Mexiko                       | 38   | 23     | 22     | 83     |
| 02    | Kuba                         | 35   | 19     | 24     | 78     |
| 03    | Puerto Rico                  | 27   | 27     | 29     | 83     |
| 04    | Venezuela                    | 10   | 23     | 21     | 54     |
| 05    | Kolumbien                    | 10   | 12     | 12     | 34     |
| 06    | Jamaika                      | 7    | 7      | 8      | 22     |
| 07    | Trinidad und Tobago          | 7    | 7      | 4      | 18     |
| 08    | Panama                       | 1    | 4      | 4      | 9      |
| 09    | Guatemala                    | 1    | 2      | 3      | 6      |
| 10    | Barbados                     | 1    | 1      | 2      | 4      |
| 11    | Bahamas                      | 1    | —      | —      | 1      |
| 12    | Niederländische Antillen     | —    | 5      | 1      | 6      |
| 13    | Amerikanische Jungferninseln | —    | 4      | 1      | 5      |
| 14    | Dominikanische Republik      | —    | 1      | 2      | 3      |
| 15    | Guyana                       | —    | 1      | 1      | 2      |
| 16    | Nicaragua                    | —    | 1      | —      | 1      |
| 17    | El Salvador                  | —    | —      | 2      | 2      |